# Vélocéo
 (avril 2019).
Vélocéo (anciennement Vélocéa) est le système de vélopartage de la ville de Vannes. Sa mise en service sous le nom de Vélocéa a eu lieu le 27 juin 2009. Le service est suspendu le 30 juin 2017 et sera remplacé par le nouveau service Vélocéo au 2e semestre 2017, reporté à mars 2018, puis finalement mis en service en juin 2018.

## Dispositif

### Ancien dispositif Vélocéa (2009 - 2017)

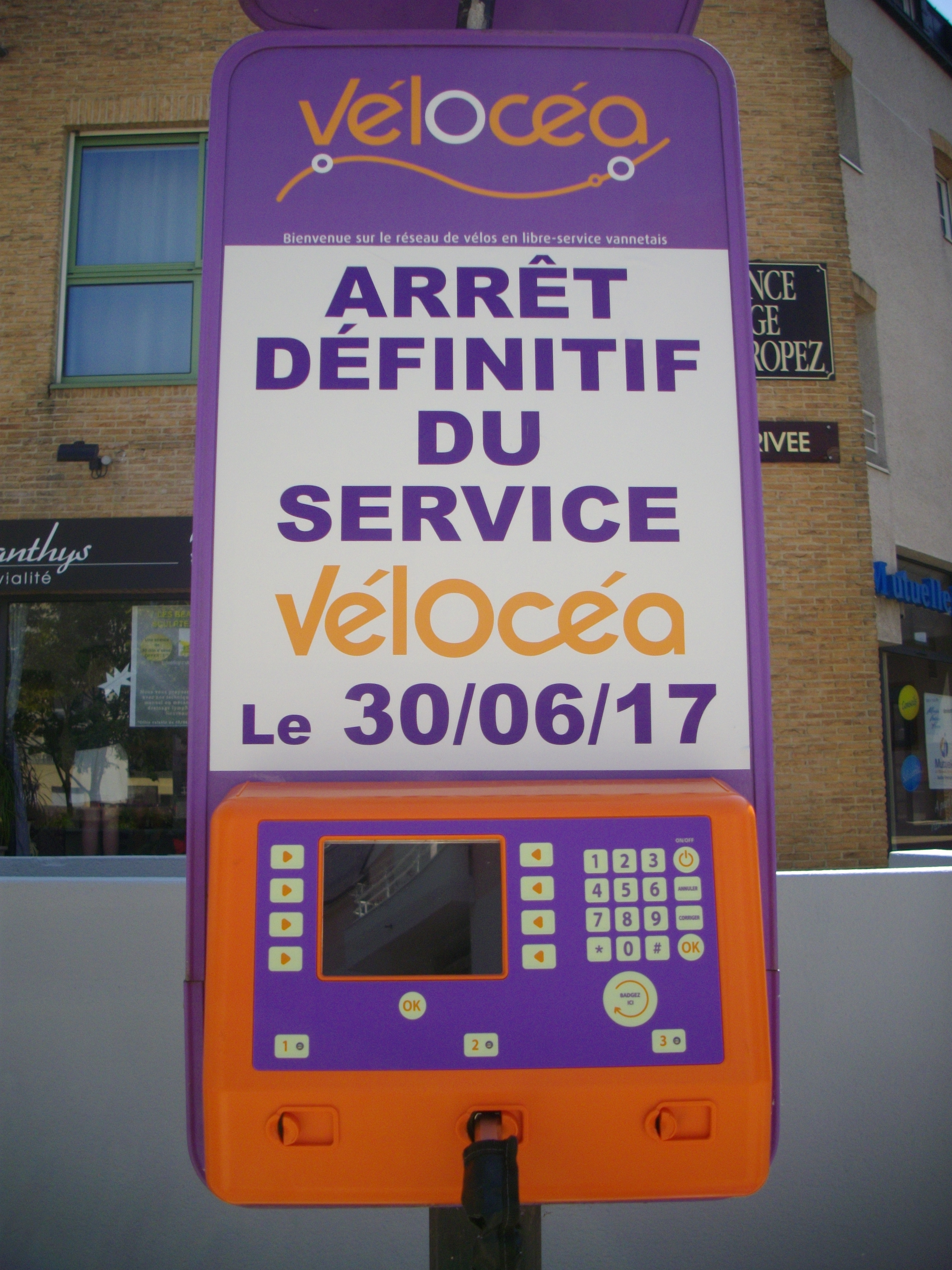
Station Bir-Hakeim, annonce de la suppression du service.

Cette réalisation est avec celle de Nice la première réalisée par la société commerciale Veloway, filiale de Veolia Transport, assurant également la réalisation et la gestion du service. Les offres Veloway Pass et Veloway Mobile sont utilisés.
Le vélo, pesant 18 kg, inclut trois vitesses, un panier à l'avant, un par-jupe et une transmission par cardan, ce qui évite tout déraillement.
Le service est réparti en 20 stations (16 stations permanentes - 4 saisonnières), utilisable 24h/24 et 7j/7.

#### Tarification
Le service fonctionne 24h/24 et 7j/7, avec les quatre premières heures gratuites, puis un paiement d'1 € par heure supplémentaire.
L'utilisation d'un Vélocéa nécessite un abonnement ou l'utilisation d'un téléphone mobile : 
- 1 journée : 1 €
- 1 semaine : 5 €
- 1 an : 28 €

#### Stations
La vingtaine de stations, distantes d'environ 300 mètres, sont réparties en ville. Sur les vingt stations, seize sont permanentes et quatre saisonnières. Avec environ neuf vélos par station, le système comporte un total de 174 vélos.
Au printemps 2014, 22 vélos à assistance électrique ont été ajoutés au système Vélocéa.
| - 1 : Hôtel de Ville - 2 : Place des Lices - 3 : La République - 4 : Libération | - 5 : La Paix - 6 : Préfecture - 7 : Porte Poterne - 8 : Le Port | - 9 : Madeleine - 10 : Gares - 11 : Bir Hakeim - 12 : Capitainerie | - 13 : Ménimur - 14 : Tohannic - 15 : La Rabine - 16 : Cuxhaven | - 17 : Kercado / Piscine * - 18 : IUT * - 19 : Conleau ** - 20 : Gare Maritime ** |

(* = Période scolaire) - (** = Période estivale)
Les vélos de l'ancien dispositif sont mis aux enchères fin octobre 2017.

### Nouveau dispositif Vélocéo (à partir de juin 2018)
Le nouveau dispositif consistant en un parc de vélo électriques est géré par la communauté d'agglomération Golfe du Morbihan Vannes Agglomération. Celui-ci est inauguré le 9 juin 2018 et a été mis en place par la société Smoove.
Le service se voit suspendu pour une durée temporaire à partir du 23 juillet 2021, du fait de nombreuses dégradations et fraudes.

#### Tarification
Le service fonctionne 24h/24 et 7j/7, avec 45 minutes gratuites, puis le service est facturé 50 centimes le quart d'heure suivant et est ensuite facturé 3€ l'heure.
L'utilisation d'un Vélocéo nécessite une carte ou un code donné par l'application Vélocéo : 
- 1 journée : 2 €
- 1 an : 28 €

Les abonnés Kicéo bénéficient d'un tarif annuel de 4€.

#### Stations
50 vélos à assistance électrique (VAE) sont répartis dans 6 stations au centre-ville de Vannes et aux principaux établissements d'enseignement supérieur à partir de juin 2018.
| - 1 : Hôtel de ville - 2 : Le port - 3 : Gare SNCF - 4 : Bir Hakeim | - 5 : IUT - 6 : Université |

6 stations sont ajoutées en août 2020, le service s'étend ainsi à 12 stations réparties à Vannes, Arradon, Séné et Saint-Avé :
- Conleau
- Arradon Mairie
- Laroiseau
- Ténénio - Clinique Océane
- Saint-Avé Le Dôme
- Poulfanc